# James Mason
James Neville Mason (Huddersfield, Anglia 1909. május 15. – Lausanne, Svájc 1984. július 27.) Golden Globe-díjas angol színész, rendező, forgatókönyvíró és producer.

## Élete
1931-ben a cambridge-i egyetemen építész diplomát szerzett. A színjátszással egyetemi évei alatt került kapcsolatba, mint az egyetem színjátszókörének tagja. Később vándortársulatokkal járta Angliát. 1933-ban a West Enden debütált. Első filmszerepét 1935-ben kapta. 1938-ban saját produkciós céget alapított.

## Sikerei
Az 1940-es évek egyik legragyogóbb angol filmcsillaga lett. Számos emlékezetes karaktert formált meg a lehető legszélesebb jellemskálán. 1947-ben Hollywoodba költözött, ahol a „legsztárok” soraiba küzdötte fel magát. Több mint 140 filmet forgatott. Két házassága volt: Pamela Kellino, 1941–1964 (elváltak), és Clarissa Kaye, 1971–1984 (Mason haláláig). Két gyermeke van. 1984. július 27-én hunyt el Svájcban szívrohamban.

## Filmszerepei
- 1935: Late Extra … Jim Martin
- 1936: Twice Branded … Henry Hamilton
- 1936: Troubled Waters … John Merriman
- 1936: Prison Breaker … „Bunny” Barnes
- 1937: Tüzek Anglia felett (Fire Over England) … Hillary Vane
- 1937: Vadnyugati őrjárat (Way Out West) … aggodalmaskodó vevő
- 1938: Cyrano de Bergerac … Christian de Neuvillette
- 1938: The Moon in the Yellow River … Darrell Blake
- 1939: I Met a Murderer … Mark Warrow
- 1939: The Circle … Edward Luton
- 1941: The Patient Vanishes … Mick Cardby
- 1942: Hatter’s Castle … Dr. Renwick
- 1942: Alibi … André Laurent
- 1943: Szürke sátán (The Man in Grey) … Rohan márkija
- 1944: Gyertyafény Algériában (Candlelight in Algeria)
- 1945: A hetedik fátyol (The Seventh Veil) … Nicholas
- 1945: A gonosz lady … Jerry Jackson kapitány
- 1947: Egy ember lemarad (Odd Man Out) … Johnny McQueen
- 1949: Bovaryné (Madame Bovary) … Gustave Flaubert
- 1949: Keleti oldal, nyugati oldal (East Side, West Side) … Brandon Bourne
- 1949: Vakmerő pillanat (The Reckless Moment) … Martin Donnelly
- 1949: Zsákmány (Caught) … Larry Quinada
- 1951: Rommel – A sivatagi róka (The Desert Fox: The Story of Rommel) … Erwin Rommel tábornagy
- 1952: Öt ujj (Five Fingers) … Cicero
- 1952: Zenda foglya (The Prisoner of Zenda)
- 1953: Julius Caesar … Brutus
- 1953: The Story of Three Lovers … Charles Coudray
- 1953: Sivatagi patkányok (The Desert Rats) … Erwin Rommel tábornagy
- 1954: Némó kapitány (20000 Leagues Under the Sea) … Nemo kapitány
- 1954: Csillag születik (A Star Is Born) … Norman Maine
- 1954: A bátor herceg (Prince Valiant) … Sir Brack
- 1956: Az életnél nagyobb … Ed Avery
- 1956: Örökre, drágám (Forever Darling) … őrangyal
- 1957: Island in the Sun … Maxwell Fleury
- 1958: Cry Terror! … Jim Molner
- 1959: Észak-Északnyugat (North by Northwest) … Phillip Vandamm
- 1959: Utazás a Föld középpontja felé (Journey to the Center of the Earth) … Sir Oliver Lindenbrook
- 1960: Oscar Wilde tárgyalásai (The Trials of Oscar Wilde) … Sir Edward Carson
- 1961: The Marriage-Go-Round … Paul Delville
- 1962: Lolita … Humbert
- 1962: Kalóz a szigeten (Hero’s Island) … Jacob Weber
- 1962: Menekülés Zahrainból (Escape from Zahrain) … Johnson
- 1963: Beta Som … Blayne kapitány
- 1964: Tökmagevő (The Pumpkin Eater)
- 1964: A Római Birodalom bukása (The Fall of the Roman Empire)
- 1965: Dzsingisz kán (Genghis Khan) … Kam Ling
- 1965: Lord Jim
- 1966: Georgy Girl
- 1966: Ébresztő a halottnak (The Deadly Affair) … Charles Dobbs
- 1966: A kék Max (The Blue Max)
- 1968: Mayerling … Ferenc József
- 1968: Sirály … Trigorin, az író
- 1969: Age of Consent … Bradley Morahan
- 1970: Hideg veríték (De la part des copains)
- 1971: Rossz emberek folyója … Francisco Paco Montero
- 1972: Child’s Play … Jerome Malley
- 1973: Mackintosh embere (The Mackintosh Man)
- 1973: Sheila meghalt és New Yorkban él (The Last of Sheila) … Philip
- 1974: Szép remények (Great Expectations) … Magwitch
- 1974: A marseille-i szerződés (The Destructors) … Jacques Brizard
- 1975: Tisztes honpolgárok (Gente di rispetto) … Bellocampo
- 1975: Örült város … Filippini
- 1975: Aranyszöktetés (Inside Out)
- 1976: Az elátkozottak utazása (Voyage of the Damned) … Dr. Juan Remos
- 1977: Steiner – A Vaskereszt I. (Cross of Iron)
- 1977: A názáreti Jézus (Jesus of Nazareth) … Arimatheai József
- 1978: Ép testben épp hogy élek (Heaven Can Wait)
- 1978: A brazíliai fiúk (The Boys From Brazil)
- 1978: Vérvonal (Barry Sheldon’s Bloodline)
- 1979: Átjáró (The Passage)
- 1979: A gonosz háza (Salem’s Lot)
- 1979: Törvényes gyilkosság (Murder by Decree) … Dr. Watson
- 1980: 25 millió fontos váltságdíj (North Sea Hijack) … Brinsden admirális
- 1982: Az ítélet (The Verdict) … Ed Concannon
- 1982: Nyaraló gyilkosok (Evil Under the Sun)
- 1982: Ivanhoe … Isaac of York
- 1983: Sárgaszakáll (Yellowbeard) … Hughes kapitány
- 1983: Ne edd meg a képeket! (Don’t Eat the Pictures) … Demon

## Elismerései
Oscar-díjat sohasem nyert, de három alkalommal került be jelöltként a legjobb öt közé, 1954-ben, mint legjobb főszereplő (Csillag születik), 1966-ban és 1982-ben, mint legjobb mellékszereplő (Georgy Girl, Az ítélet). 1955-ben Arany Glóbusz-díjjal tüntették ki. Az angol filmművészet egyik legkiemelkedőbb alakja.

## Fordítás
- Ez a szócikk részben vagy egészben  a   James Mason című angol Wikipédia-szócikk fordításán alapul.  Az eredeti cikk szerkesztőit annak laptörténete sorolja fel. Ez a jelzés csupán a megfogalmazás eredetét és a szerzői jogokat jelzi, nem szolgál a cikkben szereplő információk forrásmegjelöléseként.